# 公升
公升，又稱升，是容量计量单位，符號為l。過去曾經採用小寫手寫體{\displaystyle \ell }作為符號，但由於印刷不方便，所以改用大寫印刷體L。公升本身不是國際單位制（SI）單位，但它是米制单位，而且是接受與SI合併使用的單位。
最初的法国米制系统以公升作为基本单位。Liter是从更舊的单位litron发展而来。litron来自于拉丁语转译的希腊语，大约等于0.831公升。公升在后来的几个米制系统内也使用过，是国际单位制接受的非SI单位。
公升起初的名字是Cadil，其标准展示于巴黎国立工艺博物馆。
中華民國在1928年提出《中华民国权度标准方案》中，規定「公升」為的体积单位名称。

## 定義
公升定義為一立方分米或是1分米(10cm)見方的立方體的體積（1 L ≡ 1 dm3≡ 1000 cm3）。因此一公升 ≡ 0.001 m3 ≡ 1000 cm3，而1 m3 (也就是一立方公尺，為國際單位制的體積單位）恰為1000L。
從1901年至1964年的這段期間，公升曾被定義為在攝氏4度、大氣壓力760托的條件下，一公斤純水的體積。若以此定義，一公升約為1.000028 dm3。在1964年後才改為現行的定義。
- 1 公升 ＝ 0.001 千升
- 1 公升 ＝ 1,000 立方公分
- 1 公升 ＝ 1 立方分米
- 1 公升 ＝ 0.001 立方米
- 1 公升 ＝ 1,000 毫升
- 1 公升 ＝ 1,000,000 微升
- 1 公升 ＝ 1,000,000,000 纳升

## 說明
公升常用來描述容器的容量及液體的體積，立方公尺（及其衍生單位）則常用來描述一物體本身的體積大小。公升也常用在其他的量測單位，例如密度單位使用kg/L時，水的密度可近似為1，方便和其他液體的密度比較。
水在攝氏4度時密度最大，在攝氏4度時體積為一公升的水，其質量幾乎就是一公斤。同理可推得相同條件下一毫升的水質量約為就是一公克。一公克的原始定義就是一毫升水的質量。不過由於後來發現水的密度會隨溫度及壓力變化，在1799年後已不用此定義方式。
水的密度也和其中氫原子和氧原子的同位素比例有關。現代對水的研究會以维也纳标准平均海水的量測為準，维也纳标准平均海水是從海水蒸餾而得的純水，其中同位素的比例可以反應在世界各海洋的水中，各同位素比例的平均。水在一大氣壓力（760托）下的最大密度出現在溫度攝氏3.984度時，數值為0.999975 ±0.000001 kg/L

## 公升配合國際單位制的詞頭
公升是米制单位。雖然它不是國際單位制的單位，但常和國際單位制詞頭一併使用。最常用到的衍生單位是毫升（mL），是千分之一公升，相當於國際單位制衍生單位的立方公分。毫升也是常用的容積單位，常見於醫藥及烹飪中。其他的單位列在下表中，常用的單位以粗體表示。有些標準機構也有建議的使用單位，例如美國的國家標準技術研究所就建議使用公升或毫升，不建議使用釐升（cL）。
| 倍數   | 名稱 | 單位符號                  | 單位符號 | 等量的體積 | 等量的體積     |         | 小數 | 名稱 | 單位符號 | 單位符號 | 等量的體積   | 等量的體積 |
| 100 L  |      | l ({\displaystyle \ell }) | L        | dm3        | 立方公寸       |         |      |      |          |          |              |            |
| 101 L  | 公斗 | dal                       | daL      | 101 dm3    | 10立方公寸     | 10−1 L  | 分升 | dl   | dL       | 102 cm3  | 100立方公分  |            |
| 102 L  | 公石 | hl                        | hL       | 102 dm3    | 100立方公寸    | 10−2 L  | 升   | cl   | cL       | 101 cm3  | 10立方公分   |            |
| 103 L  | 公秉 | kl                        | kL       | m3         | 立方公尺       | 10−3 L  | 毫升 | ml   | mL       | cm3      | 立方公分     |            |
| 106 L  | 升   | Ml                        | ML       | dam3       | 立方十米       | 10−6 L  | 微升 | µl   | µL       | mm3      | 立方公釐     |            |
| 109 L  | 吉升 | Gl                        | GL       | hm3        | 立方百米       | 10−9 L  | 升   | nl   | nL       | 106 µm3  | 百萬立方微米 |            |
| 1012 L | 升   | Tl                        | TL       | km3        | 立方公里       | 10−12 L | 皮升 | pl   | pL       | 103 µm3  | 千立方微米   |            |
| 1015 L | 拍升 | Pl                        | PL       | 103 km3    | 千立方公里     | 10−15 L | 飛升 | fl   | fL       | µm3      | 立方微米     |            |
| 1018 L | 艾升 | El                        | EL       | 106 km3    | 百萬立方公里   | 10−18 L | 阿升 | al   | aL       | 106 nm3  | 百萬立方奈米 |            |
| 1021 L | 升   | Zl                        | ZL       | Mm3        | 立方百萬米     | 10−21 L | 升   | zl   | zL       | 103 nm3  | 千立方奈米   |            |
| 1024 L | 升   | Yl                        | YL       | 103 Mm3    | 千立方百萬米   | 10−24 L | 升   | yl   | yL       | nm3      | 立方奈米     |            |
| 1027 L | 升   | Rl                        | RL       | 106 Mm3    | 百萬立方百萬米 | 10−27 L | 升   | rl   | rL       | 106 pm3  | 百萬立方皮米 |            |
| 1030 L | 昆升 | Ql                        | QL       | Gm3        | 立方吉米       | 10−30 L | 升   | ql   | qL       | 103 pm3  | 千立方皮米   |            |

## 歷史
公升最早是由法國於1795年訂定，是一系列「共和國量度單位」中的一個，定義為一立方公寸。原始公寸的長度為44.344法分（ligne），在1798年修正為44.3296法分，因此原始的公升相當於現今的1.000974立方公寸。最早公斤的定義也是以公升為基礎。
1879年時國際度量衡委員會（CIPM）通過了公升的定義，其單位的符號為l（小寫的L）。
在1901年的第三屆國際度量衡大會（CGPM）中，將公升的定義改為1公斤的純水在1大氣壓力，在對應最大密度的溫度（3.98 °C）下，本身所佔的體積。以此定義下的一公升等於1.000 028立方公寸。（有些早期的文獻中，此定義下的一公升等於1.000 027立方公寸）。
在1964年的第十二屆國際度量衡大會中，公升的定義再恢復為一立方公寸。
在1979年的第十六屆國際度量衡大會中，提出了公升單位的替代符號L（大寫的L），也表示未來應該從二個公升單位的符號中，選擇一個為正式的單位符號，另一個則不予使用。

## 用公升表示容量的情形
以下是一些常用公升表示容量或容積的場合：
- 汽車行李箱[13][14]
- 背包及登山背包[15][16]
- 電腦机箱[17][18]
- 微波爐[19][20]
- 冰箱[21][22]
- 睡袋以摺疊後的體積為準[23] [24]
- 發動機排氣量
- 罐裝或瓶裝飲料

## 參照
- 立方厘米
- 立方米
- 加仑
- 公斤
- 品脫
- 9公升箱